# Ankylosauria

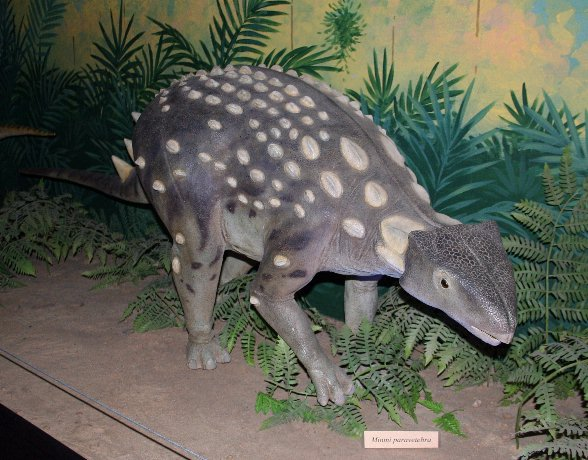
Minmi, wellicht de oudste zijtak van de ankylosauriërs

De Ankylosauria zijn een groep gepantserde plantenetende ornithischische dinosauriërs uit de groep van de Thyreophora.

## Definitie
De naam Ankylosauria werd het eerst gebruikt door Henry Fairfield Osborn in 1923 voor een onderorde en was afgeleid van het geslacht Ankylosaurus.
De klade, aftakking, Ankylosauria werd in 1997 voor het eerst gedefinieerd door Kenneth Carpenter als de groep bestaande uit alle thyreofore Ornithischia die nauwer verwant zijn aan Ankylosaurus dan aan Stegosaurus. In 1998 gaf Paul Sereno een overeenkomende definitie: alle Eurypoda die nauwer verwant zijn aan Ankylosaurus dan aan Stegosaurus. In 2004 werd Ankylosauria door Sereno voorzichtiger gedefinieerd als de groep omvattende alle soorten die nauwer verwant zijn aan Ankylosaurus magniventris dan aan Stegosaurus stenops, Pachycephalosaurus wyomingensis of Parasaurolophus walkeri. De ingewikkelde definitie weerspiegelt de vele onzekerheden over de precieze verwantschappen binnen de Ornithischia. In hetzelfde jaar kwam Jonathan Richard Wagner met een nog ingewikkelder definitie: alle soorten nauwer verwant aan Ankylosaurus magniventris dan aan Heterodontosaurus foxii, Pachycephalosaurus wyomingensis, Stegosaurus armatus, Iguanodon bernissartensis of Ceratops montanus. Dit om de omgrenzing overeen te laten komen met het gebruikelijke begrip dat men van ankylosauriërs heeft: platte, brede dieren met vele pantserplaten. Tot de groep behoren de Nodosauridae en de Ankylosauridae: vormen zonder en, meestal, mét een beenknuppel aan het eind van de staart.

## Evolutie

### Splitsing tussen stegosauriërs en ankylosauriërs

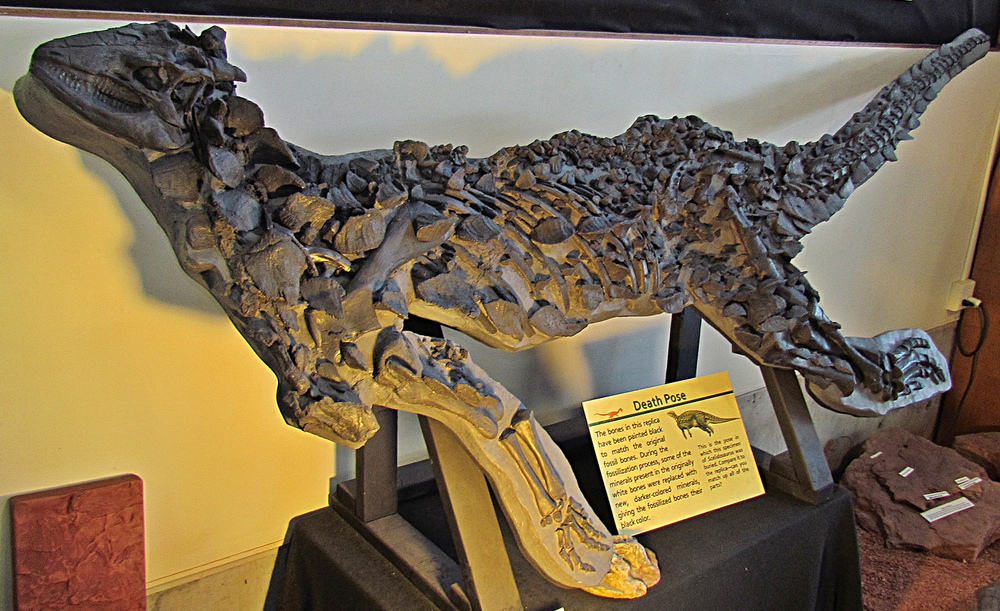
Ankylosauriërs stammen af van meer basale Thyreophora, waarvan Scelidosaurus het best bekende voorbeeld is

Over de vroege evolutie van de Ankylosauria is weinig bekend. Het betreft Thyreophora, gepantserde plantenetende dinosauriërs waarvan de wat latere takken al vrij vroeg overgegaan moeten zijn van een tweevoetige naar een viervoetige wijze van voortbeweging. Men verdedigde zich niet meer tegen roofdieren door weg te lopen maar door het met ze uit te vechten waarbij allerlei huidverbeningen, osteodermen, dienden als "wapening" in beiderlei zin: zowel bepantsering als wapen.

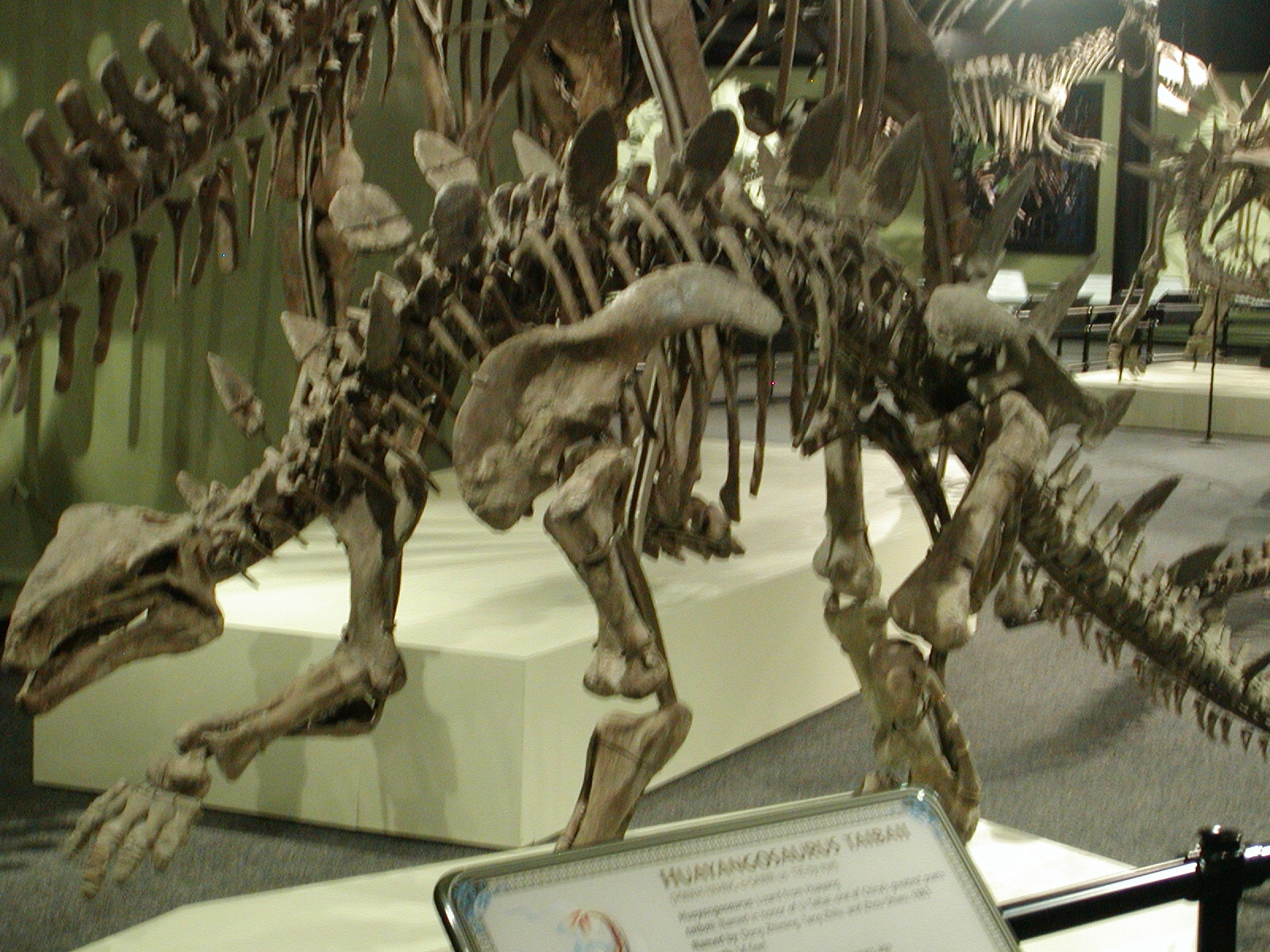
Aan de meest basale bekende stegosauriër, Huayangosaurus, is nog goed te zien dat hij kort na de afsplitsing van de ankylosauriërs leefde

De Ankylosauria zijn de zustergroep van de Stegosauria binnen de Eurypoda, een deelgroep van de thyreoforen. Aangezien er stegosauriërs bekend zijn uit het middelste Jura, moeten de ankylosauriërs minstens zo oud zijn. Misschien splitsten ze zich af tijdens het Aalenien, ruim 170 miljoen jaar geleden. Eenduidige ankylosaurische resten van die ouderdom ontbreken echter. Hoogstwaarschijnlijk namen de ankylosauriërs een ander evolutionair pad dan hun stegosaurische neefjes. Die laatsten gingen als het ware de hoogte in. Hun rompen werden steeds hoger, overdwars afgeplat. Hun nek werd wat langer en hun kop kleiner. Op soms een schouderstekel na, verdween de bepantsering aan de zijkant van de romp. Rijen hoge platen stonden op de rug en een soepele staart, aan het uiteinde bezet met lange stekels, vormde het voornaamste wapen. Het vermogen tot rennen ging geheel verloren en de achterpoten werden recht.
De ankylosauriërs daarentegen, gingen de diepte in. Hun koppen en rompen werden platter en hun poten korter. De achterpoten behielden een gebogen knie. De nek bleef kort met zeven tot acht wervels. Zware pantsergordels bedekten hun nek en torso. Kop en onderkaken waren voorzien van caputegulae, "koptegeltjes". Op de achterste hoeken van het schedeldak en de wangen stonden driehoekige hoorns. Om de bovenkant van de nek lagen twee halsbergen bestaande uit overdwars vergroeide segmenten. Over de rug liepen rijen ovale platen, voorzien van een opstaande scherpe kiel. Die bedekten ook de zijkanten van de poten. Soms vergroeiden die op de achterkant van de romp tot een continu stijf heupschild. Kleine ronde beenschubben vulden de ruimten tussen de grote elementen en beschermden ook de buik. De flanken en de zijkanten van de staart, die een veertigtal wervels telde, waren voorzien van scherpe, verticaal afgeplatte, driehoekige stekels. Die dienden kennelijk als wapen.
Ten dele toonden de stegosauriërs en ankylosauriërs ook een parallelle evolutie. Drie belangrijke schedelopeningen, de fenestra antorbitalis, het bovenste en het onderste slaapvenster, sloten; bij nodosauriden sloot het onderste slaapvenster slechts gedeeltelijk. Bij beide groepen werden de wervelbogen van de ruggenwervels hoger, het meest extreem bij de stegosauriërs. De ruggenwervels kregen bij beiden schuiner omhoogstekende zijuitsteeksels. Ook werd in beide gevallen het bekken steeds breder, met wijd uitwaaierende voorbladen van de darmbeenderen zodat een enorme buikholte ondersteund kon worden. In dit opzicht gingen de ankylosauriërs het verst. Bij veel soorten is de romp zo grotesk afgeplat dat bijna alle illustraties dit onvoldoende weergeven. Het midden van de flank van de buik staat soms drie maal verder van de middenlijn van het lichaam verwijderd dan de poten. Het heupgedeelte werd verder verstijfd doordat het heiligbeen, zelf drie of vier wervels tellend, vergroeide met tot wel zes van de negentien ruggenwervels, en tot drie van de brede voorste staartwervels.

### Vroege splitsingen binnen de Ankylosauria

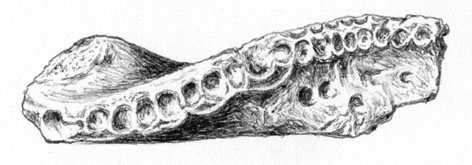
De oudste bekende fossielen van ankylosauriërs bestaan grotendeels uit losse botten zoals deze kaak van Sarcolestes

De alleroudste bekende ankylosauriërs bestaan alle uit slecht bewaard skeletmateriaal. Wellicht ankylosaurische fragmenten zijn bekend uit het Callovien en Oxfordien van Engeland, tussen de 165 en 160 miljoen jaar oud. Sarcolestes is gebaseerd op een stuk onderkaak; Priodontognathus op een stuk bovenkaak; Cryptosaurus op een dijbeen. Nog ouder, Bajocien-Bathonien ofwel 168 miljoen jaar, is wellicht het skelet van de Chinese Tianchisaurus dat zelfs redelijk compleet is opgegraven. Het is echter slecht beschreven, onbetrouwbaar gedateerd en ook nog eens zoek.

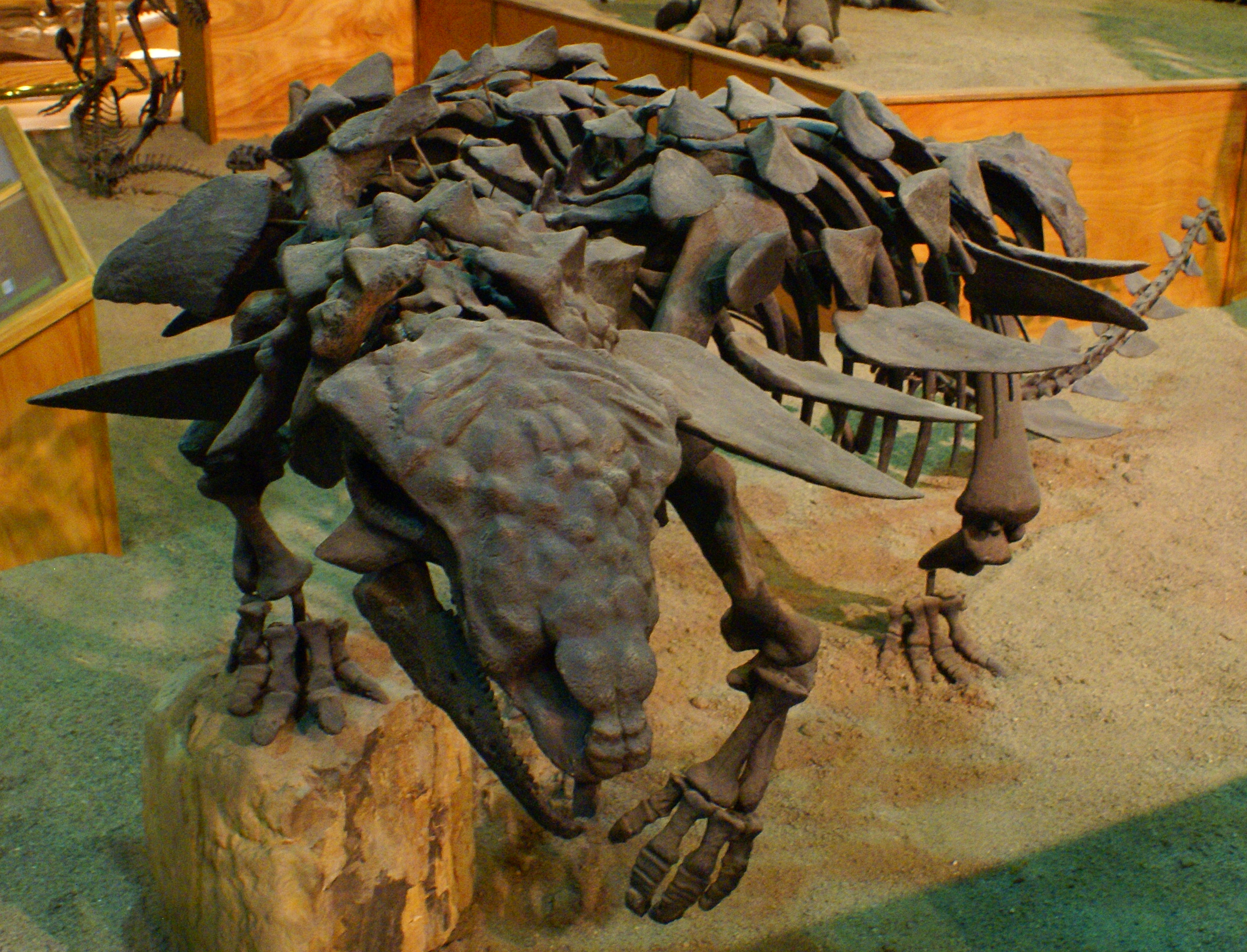
Mymoorapelta is een van de oudste ankylosauriërs waarvan vrij volledige skeletten bekend zijn

De oudste ankylosauriërs waarvan we goede resten hebben, zijn Mymoorapelta en Gargoyleosaurus die ruim 150 miljoen jaar geleden leefden tijdens het late Jura. Deze behoorden tot de ondergroep van de Nodosauridae. Over een duur van minstens twintig miljoen jaar is de loop der gebeurtenissen dus niet aan de hand van fossiele vondsten na te gaan. In 1978 stelde Walter Preston Coombs dat alle ankylosauriërs strikt te verdelen waren in twee hoofdgroepen: de Nodosauridae en de Ankylosauridae die zo'n 110 miljoen jaar geleden opdoken. Dat zou betekenen dat de ankylosauriden een verborgen ontwikkelingslijn hebben van zestig miljoen jaar — gesteld dat Tianchisaurus geen ankylosauride is zoals oorspronkelijk beschreven — want ze zouden zich dan al direct na de laatste gemeenschappelijke voorouder der Ankylosauria van de nodosauriden hebben afgesplitst. Deze gedachte werd reeds in het midden van de jaren tachtig ondergraven door exact cladistisch onderzoek dat leek te tonen dat sommige vroege vormen bij geen van deze groepen in te delen waren. Er zouden dus basale, onder in de stamboom staande, ankylosauriërs zijn buiten een klade Nodosauridae + Ankylosauridae. Voor deze werd het oude begrip Polacanthidae weer uit de kast gehaald, genoemd naar de vroege soort Polacanthus.

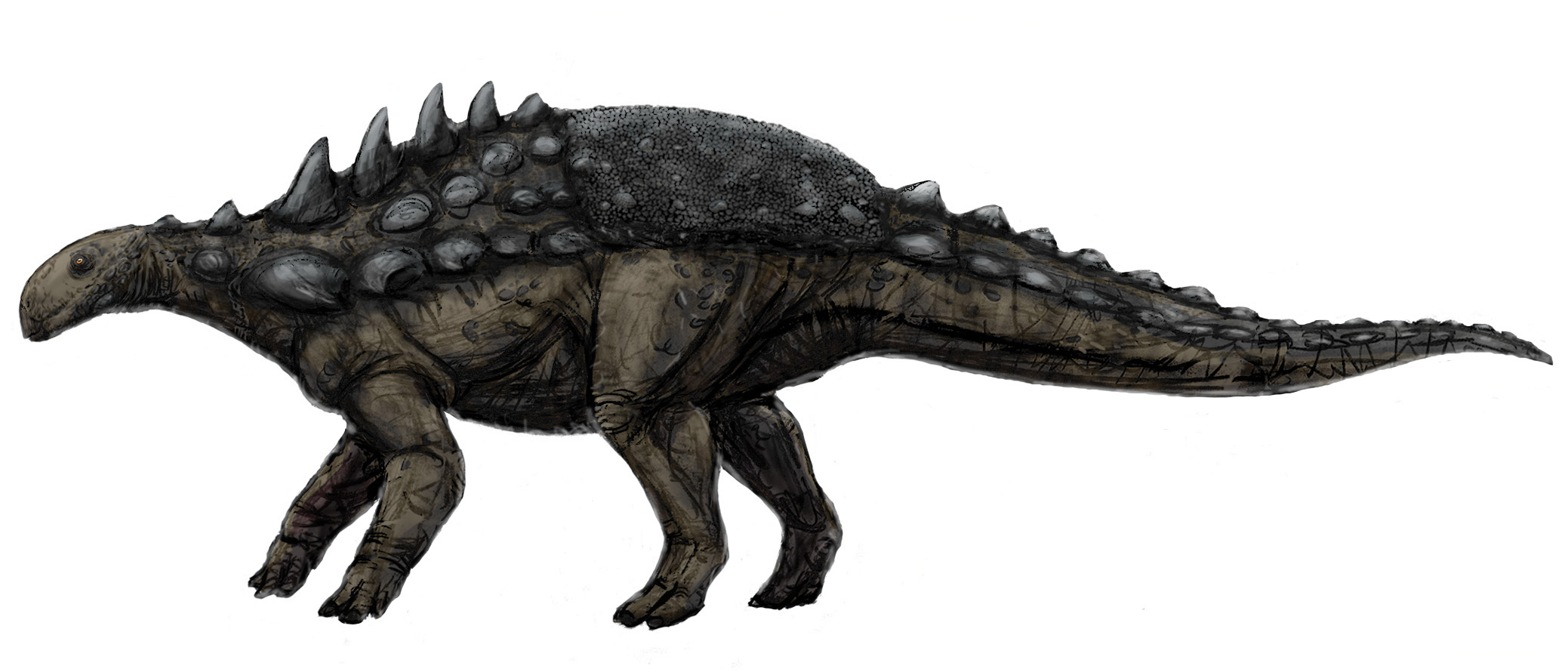
Van vroege vormen als Polacanthus is het vaak onduidelijk of het om nodosauriden, ankylosauriden of aparte eerdere afsplitsingen gaat

Sindsdien zijn er vele analyses uitgevoerd met vaak zeer verschillende uitkomsten. Er zijn zeven relevante mogelijkheden. De eerste is dat Coombs toch gelijk had en dan alle "Polacanthidae" tot de Nodosauridae behoren. Hierop wijzen verschillende recente studies. Een alternatief is dat zulke vormen juist van de Ankylosauridae lid zijn. Dit wordt niet door recente analyses ondersteund maar is wel serieus geopperd. De derde mogelijkheid is dat de Polacanthidae samen één vroege zijtak vormen. Deze hypothese is bij bepaalde onderzoekers zeer populair geweest maar heeft het nadeel dat er dan nog steeds een lange verborgen ontwikkelingslijn moet worden aangenomen voor hun zusterklade Nodosauridae + Ankylosauridae. Een mogelijkheid die dit bezwaar niet heeft, is dat de "polacanthiden" parafyletisch zijn en dus een opeenvolging van niet-direct verwante afsplitsingen van de vroege ankylosaurische hoofdstam vertegenwoordigen. Het zou ook kunnen dat daarnaast sommige van die vormen basaal in de Nodosauridae staan of juist de Ankylosauridae, wat mogelijkheden vijf en zes oplevert. De meest complexe situatie is ten slotte een combinatie van vroege afsplitsingen en basale posities in zowel de Nodosauridae als de Ankylosauridae. Vanuit onze algemene kennis over hoe evolutionaire processen verlopen en gezien het feit dat al die basale vormen wel erg op elkaar geleken zullen hebben, is juist die ingewikkelde situatie a priori het waarschijnlijkst. Zij wordt ook bevestigd door een analyse van Victoria Megan Arbour uit 2014 en biedt een goede verklaring van het feitelijk aangetroffen patroon van vondsten.
Dat er tot nu toe geen overeenstemming over dit vraagstuk is bereikt, komt voornamelijk door slechte gegevens. Er zijn niet heel veel soorten ontdekt en veel beschreven taxa zijn gebaseerd op nogal beperkt fossiel materiaal. Over de toewijzing van dat materiaal aan te onderscheiden soorten is daarbij in het verleden zeer veel twist en verwarring geweest. Evolutionair gezien is de schedel het meest informatief maar juist van dat onderdeel is de structuur door de vele eraan vastgegroeide pantserschubben vaak niet goed meer waarneembaar. Het skelet achter de schedel, de postcrania, is bij ankylosauriërs, zoals bij veel Ornithischia, "conservatief" en toont dus weinig variatie tussen de soorten. De pantsering op zich is vaak wel kenmerkend maar ligt bij veel fossielen grotendeels uit elkaar zodat men maar moest gissen hoe het oorspronkelijk in elkaar stak.
Lastig te bepalen is waar de oorsprong van de ankylosauriërs lag. Er is wel gesuggereerd dat dit Europa moet zijn geweest, gezien de oude Engelse vondsten. Dat juist uit dat land wat vroege botfragmenten bekend zijn, kan echter eenvoudiger worden verklaard door de lange duur van het paleontologisch onderzoek daar, gekoppeld aan een grote concentratie in de negentiende eeuw van handmatig ontgonnen steengroeven. In het vroege Jura lagen alle continenten nog min of meer bijeen in het supercontinent Pangea. De ankylosauriërs kunnen zich dus eenvoudig over de hele wereld verspreid hebben. Dat dit ook lukte, blijkt uit het voorkomen van Minmi in Australië. Volgens de analyse van Arbour is dit ook nog eens de meest basale bekende ankylosauriër, dus de oudste bekende aftakking. Minmi op zich is echter niet zo oud, uit het Krijt stammend, wat heeft geleid tot de suggestie dat er een vroege uitgebreidere tak van Minmidae geweest moest zijn die een eigen evolutieproces doormaakte op Gondwana. De huidige gegevens zijn echter onvoldoende om deze hypothese goed te toetsen.

### Bloei tijdens het Krijt

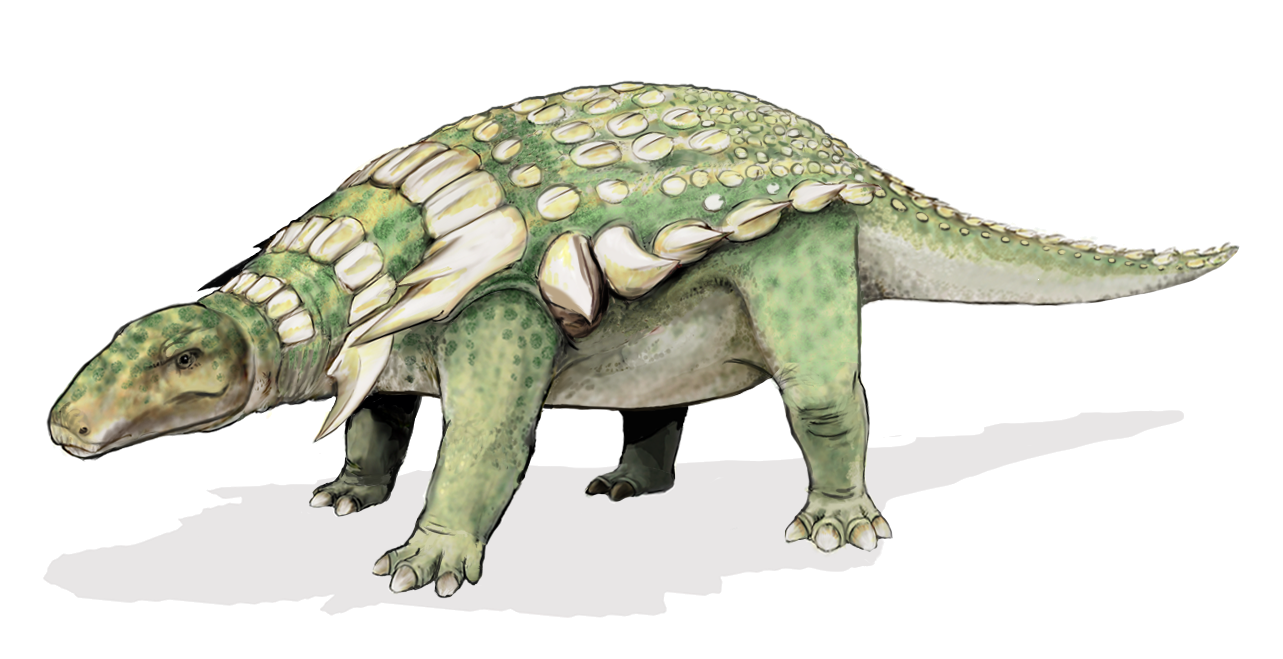
Edmontonia, een late nodosauride

Tijdens het Jura maakten ankylosauriërs kennelijk maar een klein deel van de fauna uit. De bekende toenmalige soorten hadden ook een beperkte lichaamsomvang en waren tussen de drie en vijf meter lang, bij een gewicht tussen de driehonderd kilogram en de twee ton. De stegosauriërs die vermoedelijk energierijke Cycadeoidales aten, waren belangrijker eters van lagere planten. Rond de overgang tussen het Jura en het Krijt echter, veranderde de flora. De stegosauriërs stierven geleidelijk uit, samen met hun voedselplanten. De ankylosauriërs die zich met hun brede bek en enorme buikholte in leven konden houden met grote hoeveelheden laagwaardig voedsel, werden talrijker.

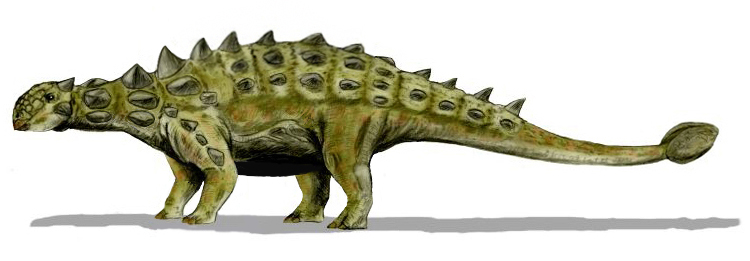
Euoplocephalus, een late ankylosauride

Rond 110 miljoen jaar geleden verschenen de eerste Ankylosauridae. Zij hadden nóg bredere koppen die wat afhingen om de bodem te begrazen, verder vergemakkelijkt door een sterk naar beneden gekromde snuit. Latere ankylosauriden ontwikkelden hun befaamde staartknots, een dikke verbening aan het verstijfde staartuiteinde waar aanvallende roofsauriërs actief mee konden worden afgeweerd. Jinyunpelta toont dat die al honderd miljoen jaar geleden ontwikkeld was. Ankylosauriden zijn alleen bekend van Azië, waar ze misschien ontstaan zijn, en Noord-Amerika. In Azië leefden in het Krijt wellicht ook nodosauriden en in Noord-Amerika zeker. Misschien dat er een soort nicheverdeling tussen beide groepen was, waarbij de nodosauriden wat hoogwaardiger voedsel aten. Tegen het eind van het Krijt bereikten de ankylosauriden hun grootste diversiteit. Sommige soorten hadden een aanzienlijke omvang: de grootste fossiele fragmenten wijzen op een lengte van negen meter en een gewicht van tien ton. Nodosauriden lijken toen te zijn voorgekomen in Zuid-Amerika, Antarctica en Europa. Er zijn echter aanwijzingen dat alle ankylosauriërs in Afrika, en de eilandcontinenten Madagaskar en India toen al waren uitgestorven — uit Afrika is overigens nog geen enkele ankylosauriër beschreven. De grote inslag van een meteoriet op de Krijt-Paleogeengrens, zesenzestig miljoen jaar geleden, kostte alle ankylosauriërs het leven.

## Ontdekkingsgeschiedenis

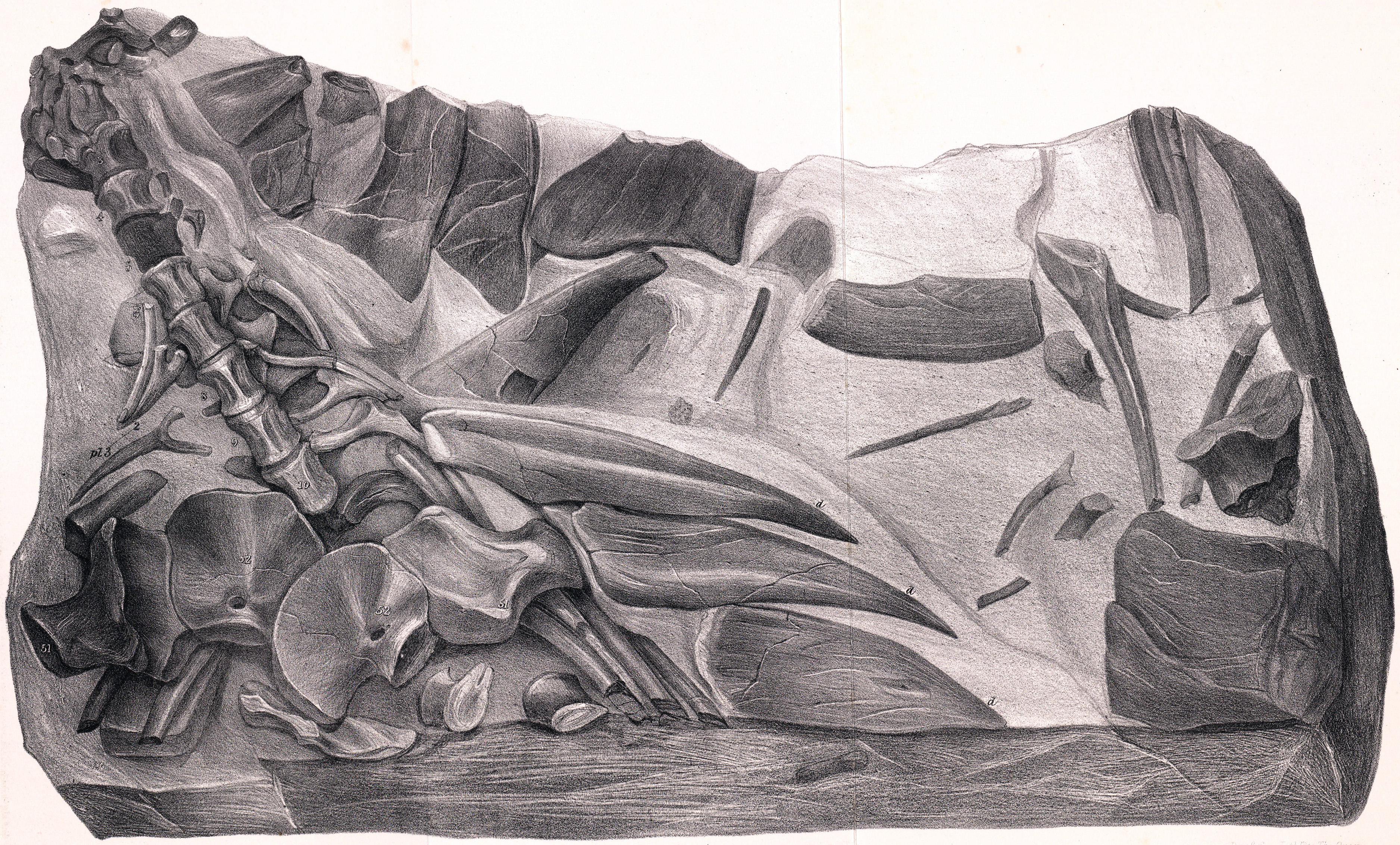
Het fossiel van Hylaeosaurus, het eerste dat van een ankylosauriër gevonden werd

Ankylosaurische fossielen behoren tot de vroegste dinosauriërvondsten. In 1832 werd het skelet van Hylaeosaurus ontdekt, toen het meest complete dat van enige dinosauriër was geborgen, hoewel het slechts bestond uit de voorkant van de romp. In 1842 maakte Richard Owen dit tot een van de drie soorten waarop hij zijn nieuwe Dinosauria baseerde. Na deze veelbelovende start raakte de groep echter in vergetelheid. De vreemde kenmerken van Hylaeosaurus, zoals de dichte pantsering en de lange stekels, werden gezien als eigenaardigheden van deze soort alleen, niet als typerend voor een uitgebreide verzameling verwante vormen. Van Sarcolestes, Priodontognathus en Cryptosaurus is de precieze vondstdatum onbekend en ze werden pas na de negentiende eeuw als gepantserde dinosauriërs herkend. De belangrijkste latere Engelse vondsten waren daarom de wat fragmentarische Acanthopholis uit 1865 en de op een achterkant van een skelet gebaseerde Polacanthus die pas in 1881 in enig detail werd beschreven. Het beperkte materiaal en het moment van beschrijving zorgde ervoor dat de soorten werden ondergebracht bij de veel completer bekende en in 1859 beschreven Scelidosaurus in een Scelidosauridae. Op zichzelf waren de verwantschappen daarmee correct bepaald want Scelidosaurus behoort samen met de Ankylosauria tot een omvattender groep die wij nu de Thyreophora noemen. Voor een apart zetten van de zwaarste vormen was toen geen echte reden. Pas zeer geleidelijk zou men door verdere ontdekkingen daar aanleiding in zien.

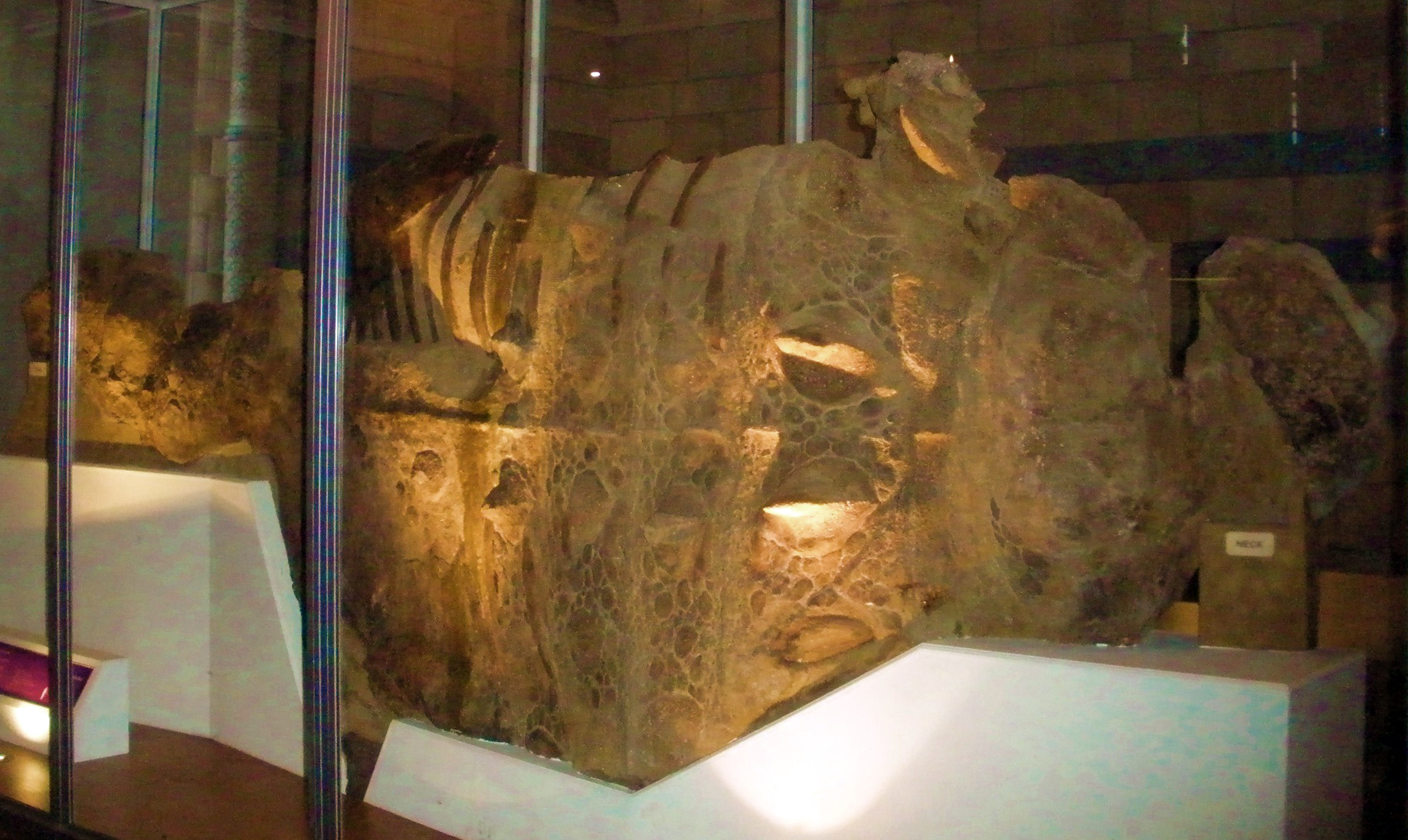
Het holotype van Scolosaurus is een van de fraaiste Amerikaanse vondsten, gedaan in 1914

Van 1870 af werd in het algemeen de kennis over dinosauriërs sterk verbeterd door uitgebreide vondsten in Noord-Amerika. In het begin werden die echter voornamelijk gedaan in jurassische lagen en de ankylosauriërs profiteerden daar maar weinig van. In 1890 herbeschreef professor Othniel Charles Marsh Nodosaurus en benoemde toen een Nodosauridae. Het besef ontbrak echter dat dit een belangrijke hoofdverdeling van de gepantserde dinosauriërs zou kunnen vertegenwoordigen; daar was de vondst ook te fragmentarisch voor — Marsh dacht zelfs dat de Nodosauridae deel waren van de Ceratopia. In het begin van de twintigste eeuw werd een serie uitgebreide vondsten gedaan uit het Opper-Krijt van zowel de VS als Canada. Dit omvatte zowel ankylosauriden zoals Ankylosaurus zelf en Euoplocephalus, als nodosauriden zoals Edmontonia. Nu pas ontstond er een wat beter beeld van de ankylosaurische bouw. Er bleven echter hiaten in de kennis want er werden vooral veel schedels en pantsergordels gevonden. Bijvoorbeeld de precieze indeling van de wervelkolom bleef voorlopig onbekend. In 1908 benoemde Barnum Brown een Ankylosauridae en in 1923 Osborn de Ankylosauria als geheel. Het voorhanden zijn van de tegenwoordig meest gebruikte begrippen betekende echter allerminst dat huidige indelingen toen gangbaar raakten. Er was hierover tot ver over het midden van de eeuw grote verwarring. Vaak werden ankylosauriërs bij de Stegosauria of zelfs Stegosauridae gevoegd. Hoewel de onderliggende evolutionaire inzichten in dat geval althans correct waren, gold dat niet voor een vaak aangenomen directe verwantschap met de Ceratopia. Soms waren de hypothesen nog veel gewaagder. Nog in 1977 opperde de Poolse paleontologe Teresa Maryańska dat de ankylosauriërs geen Ornithischia waren maar zich apart uit de niet-dinosaurische Aetosauria zouden hebben ontwikkeld. Deze Crurotarsi hadden namelijk in een proces van convergente evolutie een lichaamspantser ontwikkeld dat een oppervlakkige gelijkenis met dat van de ankylosauriërs vertoont.

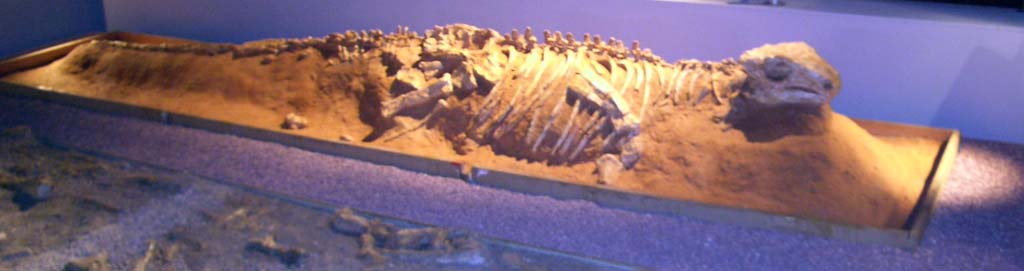
Van Pinacosaurus is het hele skelet bekend

In 1978 publiceerde Coombs het artikel The families of the ornithischian dinosaur order Ankylosauria waarin hij de resultaten samenvatte van zijn dissertatie die hij al in 1971 verdedigd had. Coombs probeerde allereerst de Ankylosauria een duidelijke plaats in de stamboom te geven, als ornithischische dinosauriërs, en verder hun indeling te vereenvoudigen tot een simpele splitsing tussen de Ankylosauridae en Nodosauridae. Alle soorten bracht hij daar in onder. Verder schrapte hij, om de ordening te vergroten, driftig ieder taxon dat hij mogelijkerwijs tot een jonger synoniem van een andere soort kon verklaren. Hoewel de publicatie nog steeds wordt gezien als een mijlpaal in het ankylosauriëronderzoek, liep zij eigenlijk alweer achter de feiten aan. De studie naar ankylosauriërs heeft tot nu toe geen heel stabiele resultaten opgeleverd.
De eerste oorzaak daarvan is het in de jaren zeventig opkomen van de methode van de cladistiek die het vraagstuk van de evolutionaire ontwikkeling exact benadert door van alle gevonden ankylosauriërs de kenmerken te bepalen en dan via een computerprogramma de stambomen uit te rekenen die het minste aantal evolutionaire stappen veronderstellen en dus het waarschijnlijkst zijn. De lang niet altijd complete gegevens maken de uitkomsten daarvan instabiel en het "oplossend vermogen" gering. Dat wordt nog versterkt door de tweede oorzaak: een groot aantal nieuwe vondsten.
Al in de jaren twintig van de twintigste eeuw hadden Amerikaanse expedities naar de Gobiwoestijn tussen Mongolië en China de ankylosauriër Pinacosaurus opgeleverd. Nieuwe tochten door de Sovjets, Polen, Canadezen, Japanners en Koreanen hebben sinds de Tweede Wereldoorlog een vloed aan fossiel materiaal veroorzaakt, vaak perfect bewaard gebleven in woestijnzandafzettingen. Er zijn te veel geborgen skeletten om zelfs maar een belangrijk deel ervan te kunnen beschrijven en een veelvoud is in de woestijn achtergebleven. Als eerste ankylosauriër is van Pinacosaurus het hele skelet bekend geworden. De vondsten betreffen echter ook veel geheel nieuwe soorten, de afscheiding waartussen door de verwarrende variatie aan vormen niet eenvoudig is aan te geven. Coombs had aangenomen dat het pantser zeer sterk individueel verschilde, zodanig dat het haast niet gebruikt kon worden om taxa te onderscheiden. In de eenentwintigste eeuw ontdekte Victoria Megan Arbour echter daarin toch veel combinaties van trekken die door alle fossielen van een bepaalde vindplaats of geologische formatie gedeeld werden maar afweken van die van andere formaties. Op basis hiervan kon ze veel soorten die Coombs had samengevoegd alsnog tot aparte geldige taxa verklaren. Dezelfde methode gebruikte ze om de Aziatische vondsten in te delen. Ook in andere continenten is een toenemend aantal vondsten gedaan, zodat nu ankylosauriërs bekend zijn van Zuid-Amerika, Antarctica, Australië en Zeelandië. Een meerderheid van het vijftigtal tot nu toe beschreven geldige soorten is na 1978 ontdekt.

## Levenswijze

### Voortbeweging

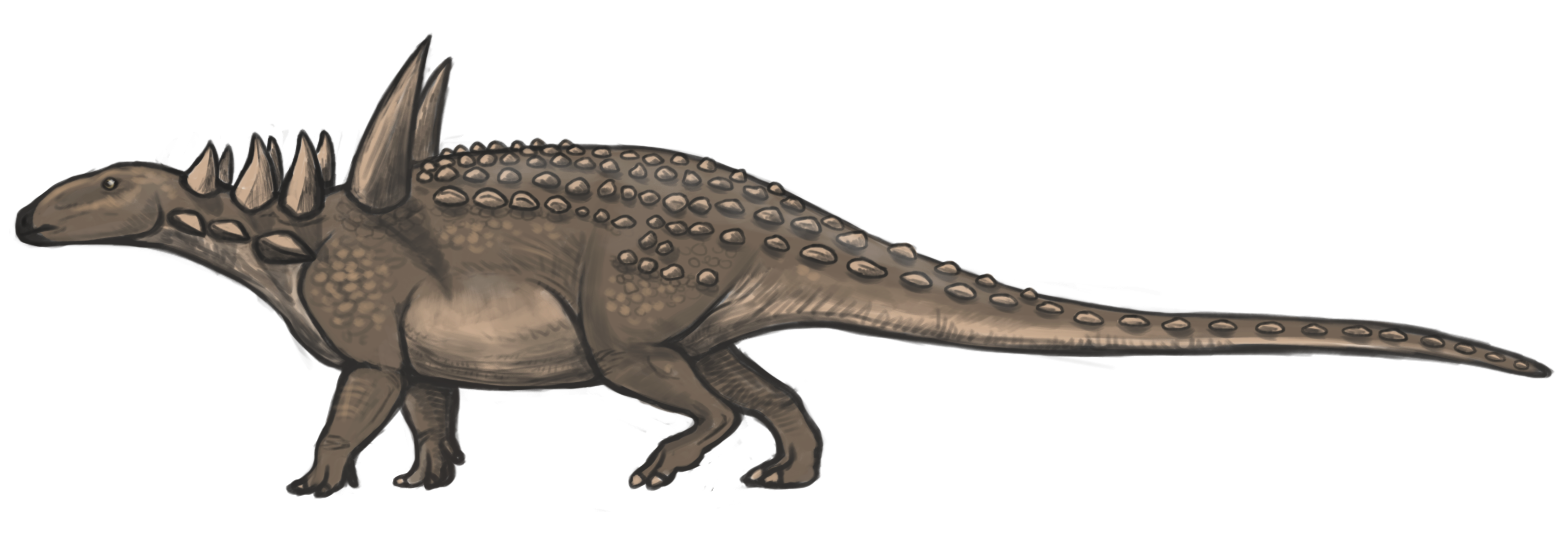
Gezien hun lage bouw is het niet waarschijnlijk dat ankylosauriërs konden rennen.

Over het algemeen wordt aangenomen dat ankylosauriërs relatief trage dieren waren. Richard Anthony Thulborn berekende in 1982 een maximale wandelsnelheid van zes tot acht kilometer per uur. Doordat hun poten zo kort waren, zouden ankylosauriërs om een hogere snelheid te bereiken moeten gaan rennen, dat wil zeggen: tijdens hun voortbewegingscyclus even helemaal los van de grond komen. Gezien hun gebogen knieën, het met het scheenbeen vergroeide sprongbeen en hielbeen, en zeer zware musculatuur is dit niet helemaal uit te sluiten maar de meeste soorten hadden zo korte ledematen die ook nog eens overlangs ver van elkaar stonden dat zo'n beweging zeer inefficiënt zou zijn en de snelheidswinst erg beperkt. De korte tenen en vingers, de met de wervelkolom vergroeide schoudergordel, de verticaal stijve romp en het beperken door de brede buikholte van de voorwaartse bewegingsvrijheid van de achterpoten die daarbij slechts via een zwakke vierde trochanter verbonden waren met de staartpieren, zijn alle sterke aanwijzingen dat in feite niet gerend werd.
Dat ankylosauriërs geen al te hoge maximumsnelheid bezaten, betekent echter niet dat ze uitgesproken sloom waren. Soms wordt, een soort "schildpadmodel" toepassend, gedacht dat ze het haast begaven onder de last van hun zware pantser, doch de pantsering was vooral "zwaar" in de mate van bedekking en bescherming. Het eigenlijke gewicht was niet excessief doordat de osteodermen een beperkte dikte hadden waarvan ook nog eens licht sponsachtig bot het grootste deel uitmaakte, vooral bij nodosauriden. Het pantser zal typisch een 10% van de lichaamsmassa hebben uitgemaakt. Het extra gewicht werd daarbij meer dan gecompenseerd door de enorme musculatuur. De lange darmbeenderen droegen zeer brede dijbeenspieren en bij de voorpoot wijst de extreme bovenste en voorste verbreding van het opperarmbeen eveneens op de aanwezigheid van een krachtig spierstelsel. Dat moet aanzienlijke versnellingen van het lichaam mogelijk gemaakt hebben, in felle krachtuitbarstingen. Wel zijn er uit de botstructuur aanwijzingen dat, uitzonderlijk voor dinosauriërs, de lichaamstemperatuur wat aan de matige kant was, wat weer wijst op een vrij lage stofwisseling. Dat duidt op een niet al te actieve levenswijze, waarbij de dieren zich kalm over het landschap voortbewogen zonder zich te laten opjagen. Een lagere stofwisseling sluit overigens geen korte, zeer krachtige, inspanningen uit, gebaseerd op een anaerobe verbranding.
Bij het lage metabolisme moet men niet denken aan echte koudbloedigheid in de zin dat het dier afhankelijk was van externe warmtebronnen om zijn lichaamstemperatuur op peil te houden. De spieractiviteit en de vertering in de grote buikholte zullen veel warmte opgewekt hebben die het grote lichaam goed zal hebben vastgehouden. Er was dus minstens sprake van massa-endothermie. Maar ook het rustmetabolisme, de warmte die de celactiviteit permanent genereert, kan niet al te laag hebben gelegen. Dat bewijst Minmi die binnen de poolcirkel leefde en tijdens de koele poolnacht van een half jaar kennelijk toch een redelijke lichaamstemperatuur kon handhaven. Er is zelfs aangenomen dat grote ankylosauriërs vanwege hun gedrongen lichaam moeite hadden een mogelijk warmteoverschot te dumpen en dat de osteodermen mede dienden om daartoe het huidoppervlak te vergroten en dat het sponsachtig bot van de huidverbeningen aderkanalen bevatte om de warmteafgifte te versnellen. Dit is echter ook betwist: bij de nauw verwante stegosauriërs zijn de osteodermen aantoonbaar met hoorn bedekt, niet met dik huidweefsel en de structuur van het bot lijkt niet geschikt voor een snelle bloedcirculatie.

### Voedsel

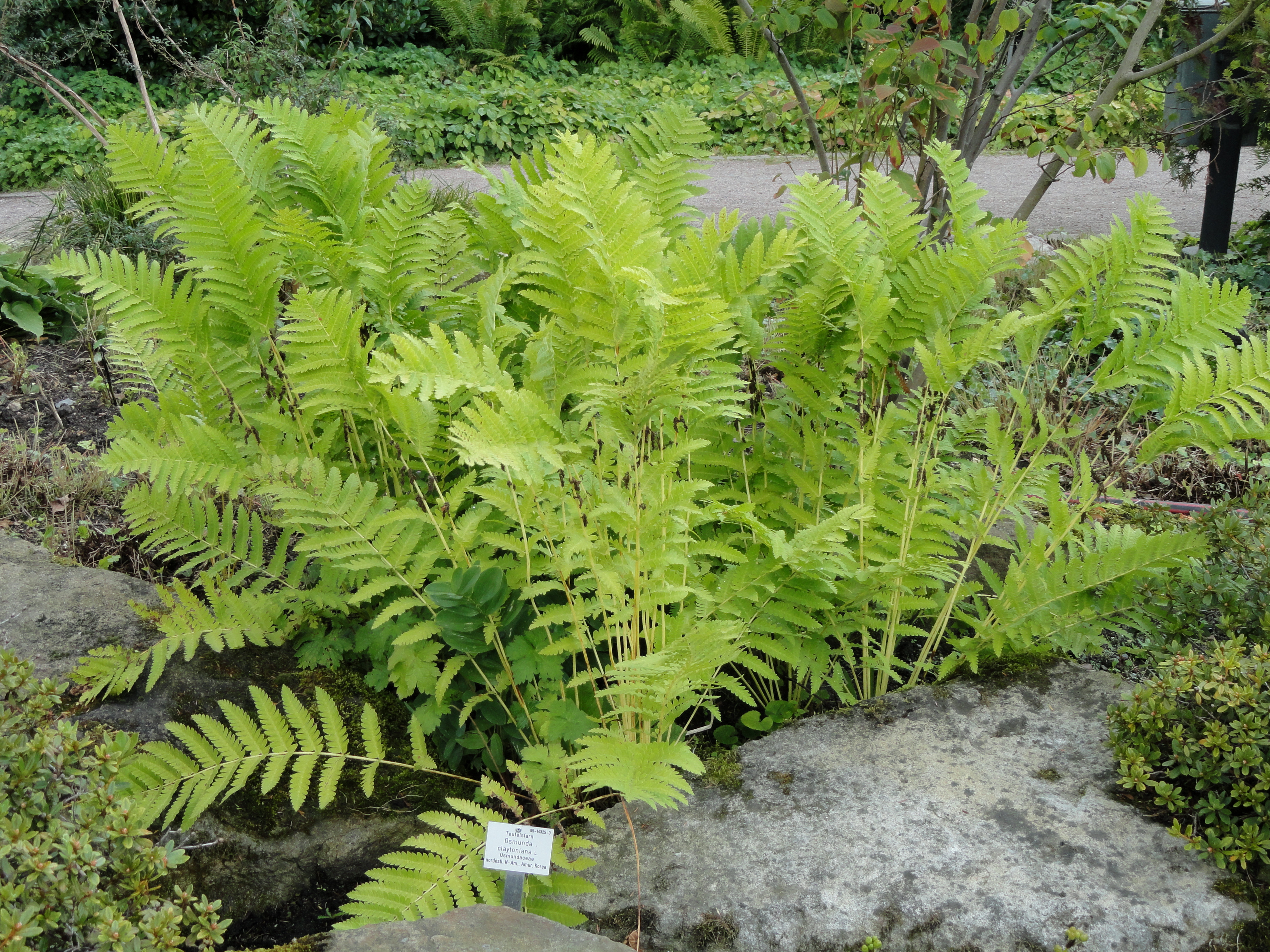
De sporofyt van Osmunda claytoniana, een varen die al tijdens het Mesozoicum voorkwam en een mogelijke voedselbron vormde voor ankylosauriërs

Het voedsel werd dicht bij de grond gezocht. De lage doornuitsteeksels van de sacrale wervels van de heup duiden erop dat ankylosauriërs zich niet op hun achterpoten konden verheffen. De onderkant van de romp bevond zich op zo'n dertig tot vijftig centimeter van de grond en de nekbasis lag weer een dertig tot vijftig centimeter hoger. De nek was typisch een halve meter lang en vrij flexibel gezien de dikke tussenwervelschijven maar zal het verticale bereik van het hoofd niet verder dan een anderhalve meter gebracht hebben. Gezien hun krachtig ontwikkelde tongbeenapparaat hadden ankylosauriërs een lange gespierde tong die het bereik nog wat verbeterde.

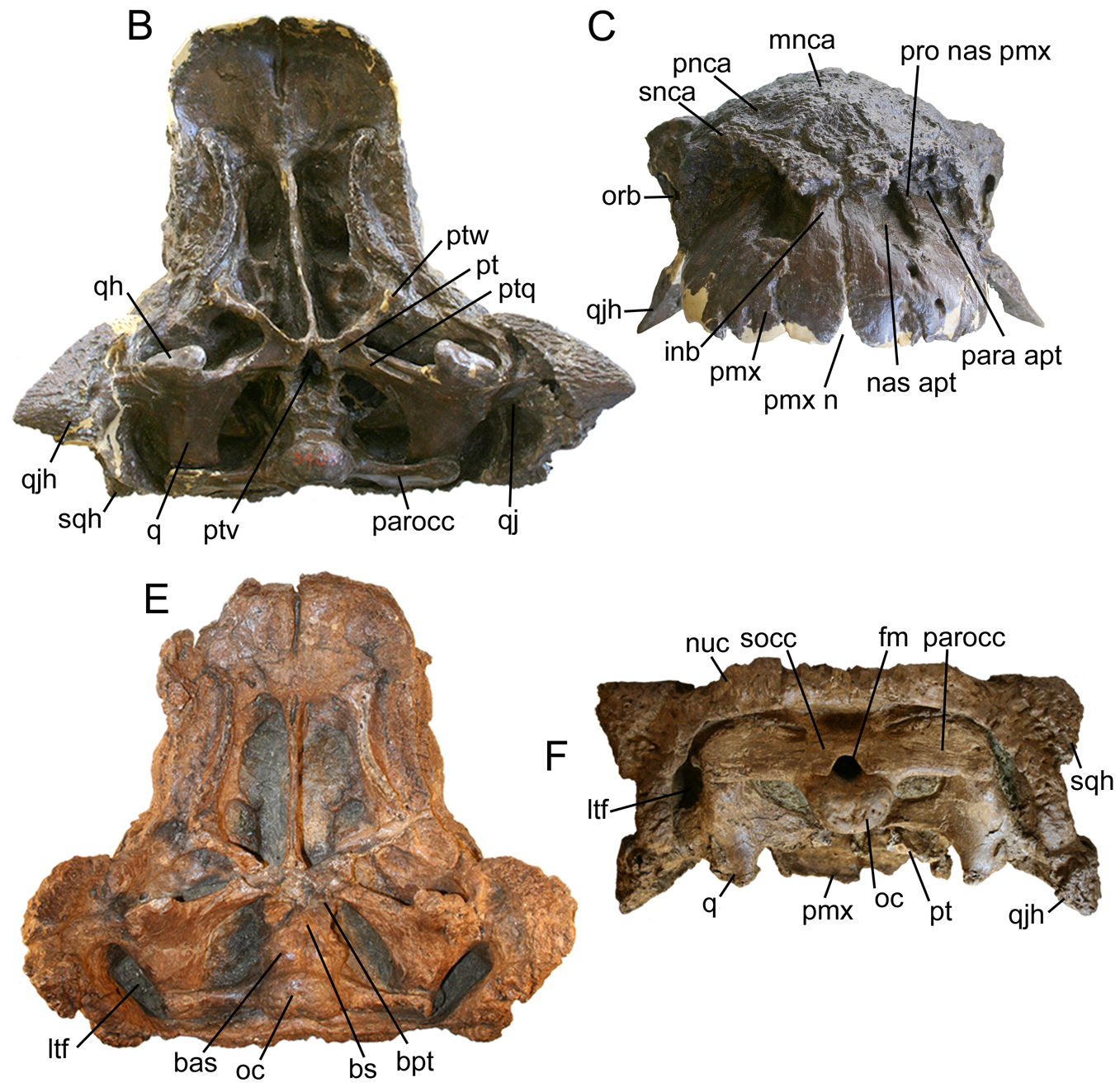
Een ankylosauriër heeft meestal vooraan een tandeloze hoornbek met daarachter kromme rijen kleine tandjes

Ankylosauriërs hebben zo'n honderd miljoen jaar bestaan en kwamen op de meeste, zo niet alle, continenten voor. Hun voedselplanten moeten dus enorm gevarieerd hebben. In het Jura zullen het vaak varens geweest zijn. Tijdens het Krijt kwamen Angiospermae, bloeiende bedektzadige planten, steeds meer op. Die laatste ontwikkeling vergrootte vermoedelijk de productiviteit van de bodem, zowel doordat bedektzadigen sneller open plekken opvulden als doordat ze energierijker waren. De grotere soortenrijkdom aan ankylosauriërs tijdens deze periode kan hieruit verklaard worden. Bij een skelet van Minmi is ook een deel van de maaltijd gefossiliseerd en die omvatte varens en kleine angiosperme zaden. De resten waren in kleine stukken gebeten en dat komt overeen met wat bekend is van de schedel. Een hoornbek beet grotere plantendelen af en die werden door rijen kleine bladvormige tanden in de bovenkaken verder verknipt. Deze maxillaire tanden stonden in bovenaanzicht in een krom patroon als van een zandloper. Vroege vormen hadden nog stiftvormige tanden in de praemaxillae, de botkernen van de bovensnavel, maar die waren kennelijk weinig functioneel want ze verdwenen bij latere soorten. Ze zijn nog aangetroffen bij Cedarpelta, Gargoyleosaurus, Pawpawsaurus en Silvisaurus. De tandjes in de bovenkaken tonen ook slijtvlakken en die laten zien dat het materiaal mede een beetje geplet werd, waarbij de onderkaken wat van voor naar achter werden bewogen. Door het in zijaanzicht bolle profiel van de tandrijen konden die bij sluiting van de muil langs elkaar scharen. Het secundaire verhemelte en vlezige wangen hielden daarbij de plantenmassa op haar plaats. Een echte kauwbeweging was echter onmogelijk, ook door de beperkte bijtkracht die twee tot drie maal lager lag dan bij de Cerapoda, voornamelijk door het lage coronoïde uitsteeksel van de onderkaak dat maar een matige hefboomwerking bij het sluiten van de kaak toestond. De plantentendelen werden dus in vrij grote stukken ingeslikt en misschien verder vermalen door gastrolieten in een spiermaag, welke maagstenen bekend zijn van een enkel exemplaar van Panoplosaurus. De echte verwerking vond plaats in de gigantische buikholte waar bacteriën in een darmtraject van vele meters het voedsel verteerden. Uit ook erg slecht plantenmateriaal kon zo toch voldoende energie gehaald worden. Uit de breedte van de bek kan worden afgeleid of een bepaalde soort meer gespecialiseerd was in het selectief eten van wat hoogwaardiger planten, waarvoor een spitse snuit nodig was, of juist in het met een brede bek snel naar binnen werken van zoveel mogelijk voer, ongeacht de kwaliteit daarvan. Ankylosauriden hadden typisch bredere snuiten dan nodosauriden en meer afhangende koppen. Tegenwoordig zijn grote gewervelden typisch niet in staat zich met varens in leven te houden maar maken die toch maar een klein deel uit van de flora. De ankylosauriërs kunnen aan de verspreiding van varens bijgedragen hebben doordat hun enorme hoeveelheden uitwerpselen niet-verteerde sporangia moeten hebben bevat en zo een rijke bemesting vormden voor de gametofyten, de volgende fase in de generatiewisseling.
De fossielen van ankylosauriërs zijn meestal gevonden in sedimentafzettingen van rivieren en meren. Aan de oevers daarvan groeiden veel planten waarmee ze zich konden voeden. Dat betekent echter allerminst dat ze alleen daar voorkwamen: de kans om een fossiel te worden was op zulke plaatsen simpelweg veel groter. Soms was er zelfs helemaal geen verband tussen fossilisering en habitat: nogal wat skeletten zijn in zeeafzettingen aangetroffen. Het gaat om karkassen van dieren die door rivieren in zee gespoeld zijn en daar afzonken, typisch met de bepantserde rug omlaag. Het is wel verondersteld dat vooral Nodosauridae aan de kust leefden maar een studie uit 2016 vond geen eenduidig statistisch significant verband. Dat ankylosauriërs ook in droge klimaten konden leven, blijkt uit de vele ankylosauride vondsten uit de Gobi, waar in het Krijt ook al een woestijn lag. De zeer ingewikkelde neusholte van deze vormen, waaraan per zijde tot vier neusgaten toegang gaven, is wel gezien als een aanpassing aan een woestijnklimaat. De kronkelende luchtkanalen, verbonden met allerlei zijkamers, zouden gediend hebben om hete lucht, en wellicht speciaal de hersenen, af te koelen of om condensvocht bij het uitademen terug te winnen. Hiervoor zijn echter ook vele andere verklaringen geopperd zoals het huizen van zoutklieren, het ondersteunen van het snuitdak, een verbeterd reukvermogen of een gebruik als resonantieholte om allerlei geluidsignalen te kunnen voortbrengen. In ieder geval lijken de meeste ankylosauriden zulke holten gehad te hebben, ook soorten die in vochtiger leefgebieden voorkwamen.

### Functie van het pantser

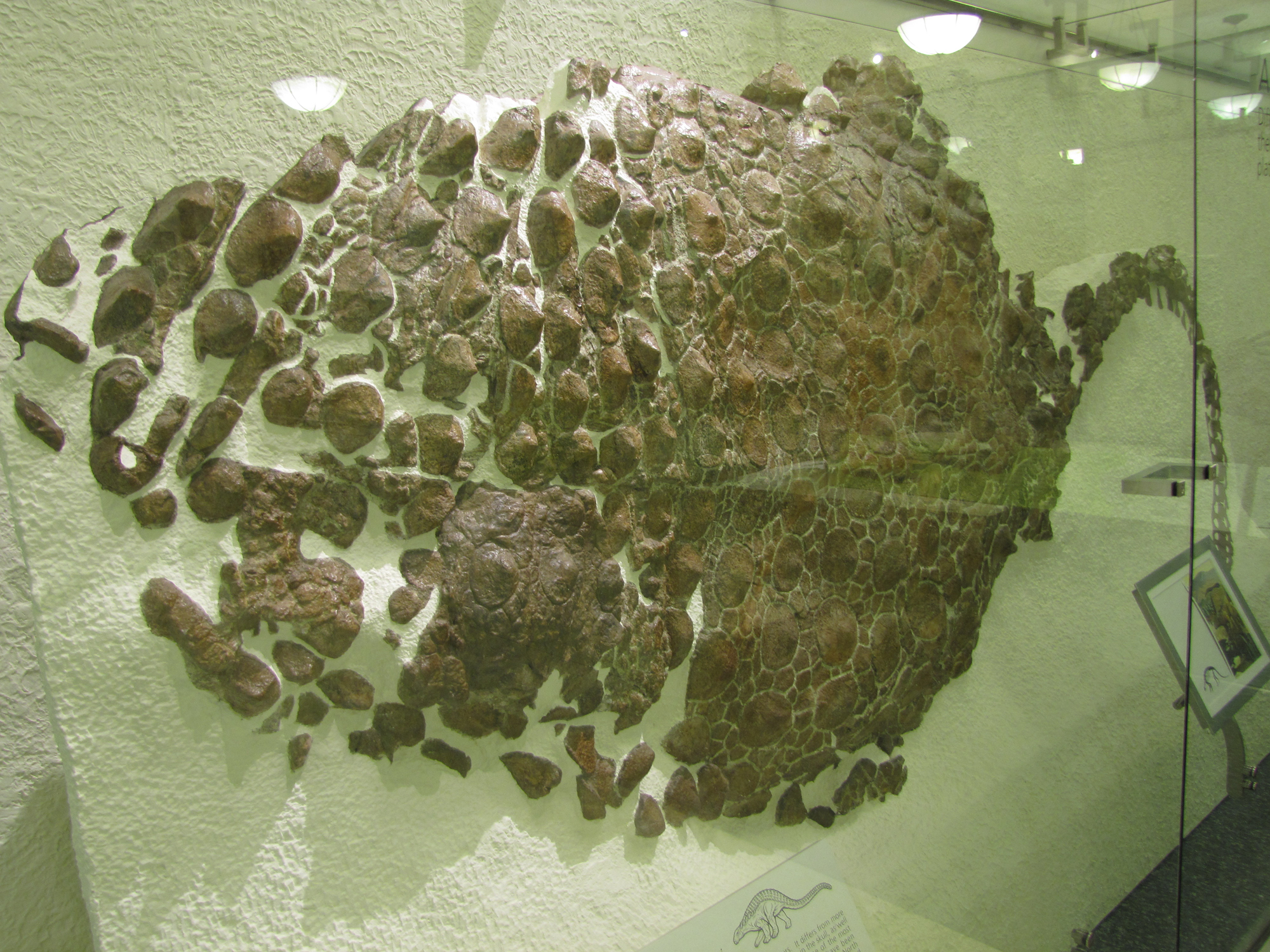
Het aaneensluitende rugpantser van Sauropelta suggereert een passieve functie

Ankylosauriërs dienden ook zelf als voedsel, voor roofsauriërs. Grote roofdieren die op het land een ankylosauriër konden achtervolgen en aanvallen, waren allen Theropoda. De klassieke interpretatie van de functie van de bepantsering is dat zij diende als passieve verdediging. Vooral voor de nodosauriden, die alle een grote straatknots missen, nam men aan dat ze zich, geconfronteerd met een grote theropode, plat tegen de grond drukten, met de poten ingetrokken. Het huidige besef dat hun lichamen veel platter waren dan vroeger gedacht, lijkt tot een bevestiging van deze hypothese te nopen. De platte bovenkant bood een aanvaller weinig aangrijpingspunten; de kwetsbaarder hoeken waren met scherpe stekels bezet. De achterpoten worden inderdaad, vooral bij vroege vormen, vaak door een heupschild overkapt en zo beschermd. De platte bouw maakte het ook onwaarschijnlijker dat een grote theropode de ankylosauriër op zijn rug wentelde om de buik aan te vallen.

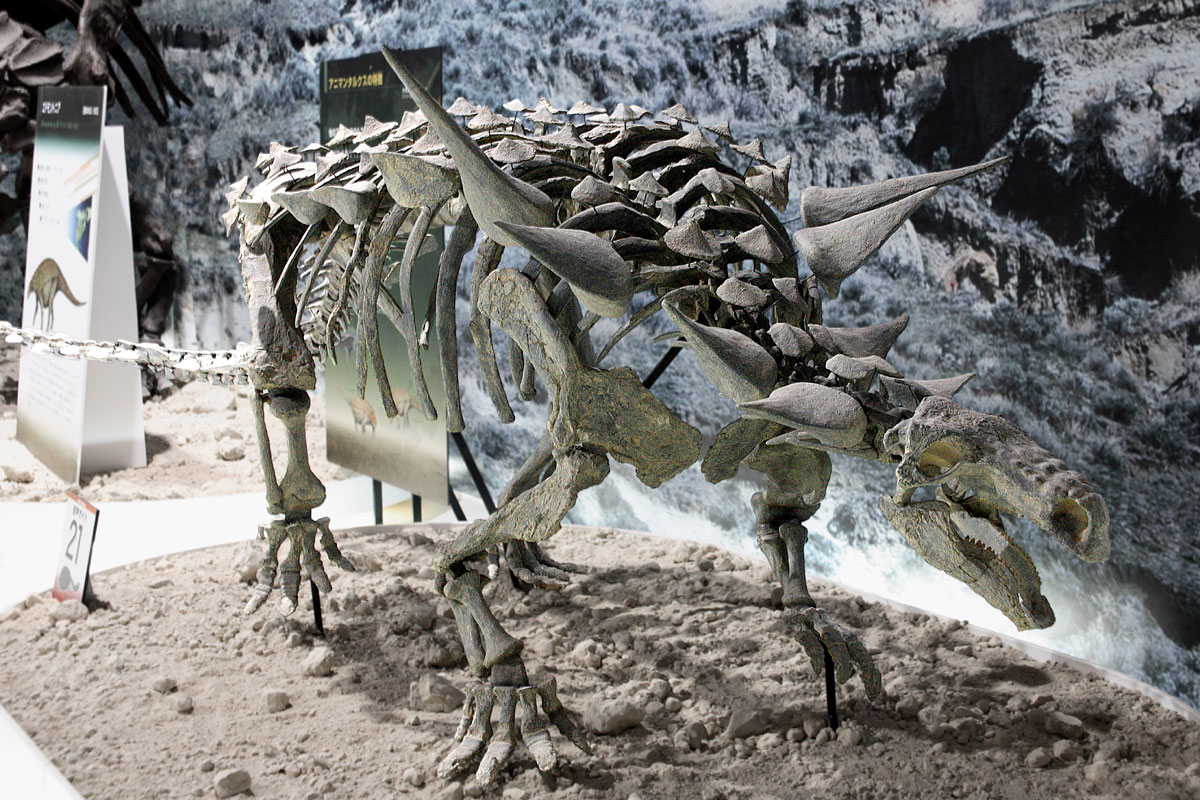
Grote schouderstekels als van Animantarx kunnen ook aanvallend gebruikt zijn

Hoewel ankylosauriërs zich ongetwijfeld vaak zo verdedigd zullen hebben, is er toch reden eraan te twijfelen dat ze zich steeds passief opstelden. Ook voor een actieve verdediging was het nuttig een platte romp te hebben. Grotere nodosauriden moeten in staat geweest zijn hun belagers te rammen. Grote theropoden konden door hun tweevoetige voortbeweging snel ten val gebracht worden als een schijf van enige tonnen tegen hun poten sloeg. Het effect daarvan zal nog versterkt zijn doordat de schouders van ankylosauriërs vaak bezet waren door extra scherpe en lange osteodermen. Soms staken die zelfs vooruit zoals bij Edmontonia. De platte driehoekige osteodermen van de voorste romp tonen soms een groeve aan de achterkant. Het is wel verondersteld dat daar de snijrand van de volgende osteoderm in paste wat een soort knipbeweging mogelijk gemaakt zou hebben. Zulke "rompscharen" zouden zo gruwelijke wonden aan een vijand kunnen hebben toegebracht. Dit veronderstelt wel een vrij grote zijdelingse beweeglijkheid van de ruggengraat die niet heel waarschijnlijk is aangezien bij enkele soorten een sterke vergroeiing van de wervelkolom met de schoudergordel en het borstbeen is vastgesteld via versmolten ribben waarvan ook nog eens het verbindende kraakbeen verbeend is. Het lijkt er dus meer op dat de romp een verstijfde doos vormde, wellicht om te voorkomen dat grote theropoden het dier verstikten door er simpelweg bovenop te gaan staan. Dit maakt ook een andere hypothese onwaarschijnlijk: dat de ankylosauriër zich als een gordeldier of pissebed oprolde door de voorste romp naar de buik te krullen. In ieder geval wel tot beweging in staat was de staart die ook weer met driehoekige stekels aan de zijkant bezet was. Dit zou een effectief wapen gevormd kunnen hebben. Bij de ankylosauriden heeft het staartuiteinde zich ontwikkeld tot een zware knots waarvan de inslag krachtig genoeg was om botten te verbrijzelen.

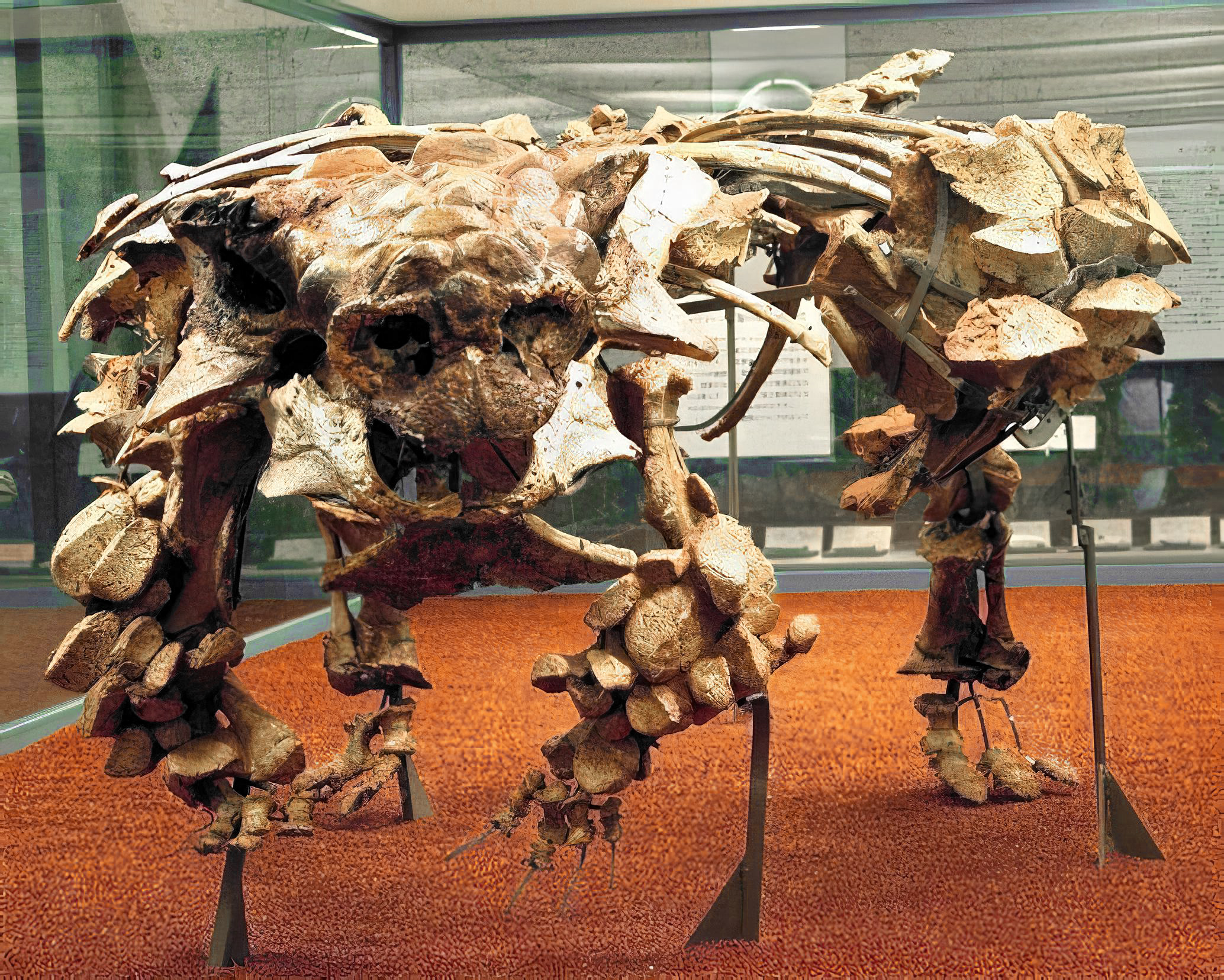
Dit skelet van Pinacosaurus laat zien hoe plat ankylosauriërs waren; de schedel is van Saichania

Vanuit de passieve interpretatie van de verdediging waarbij het dier zich als een schildpad in zijn pantser terugtrok heeft men vaak vermeende zwakke plekken proberen te ontdekken. Een schildpad kan men, althans tijdelijk, hulpeloos maken door haar op de rug te rollen. Het is door Nopcsa wel gesuggereerd dat het veelvuldig aantreffen van ankylosauriërskeletten die op de rug liggen, niet veroorzaakt werd doordat het karkas door de rottingsgassen met de buik omhoog in het water dreef en zo afzonk maar door het sterven van dieren die, na van een helling afgerold te zijn, niet meer overeind konden komen. Inderdaad zouden de achterpoten, die bij dinosauriërs maar tot een geringe zijwaartse beweging of abductie in staat waren, in zo'n situatie van weinig nut geweest zijn en de platte bovenkant en uitstekende osteodermen maakten een terugrollen niet eenvoudig. Op een harde ondergrond zou de centrale lijn van rugplaten de romp toch enigszins op één zij doen kantelen waarna de nek, voorpoten en vooral staart ingezet zouden kunnen worden om weer op de poten terecht te komen. Bij ankylosauriërs is het heupgewricht meer gesloten dan bij andere dinosauriërs — bij afgeleide vormen zelfs totaal — en meer achterwaarts geplaatst op het zitbeen; tegelijkertijd is de dijbeenkop ronder. Misschien dat dit aanpassingen waren om de beperkte abductie toch wat te vergroten, juist voor dit soort gevallen. Bij een grote theropode had iedere achterpoot een kracht van vele tonnen en zou dus een kleine ankylosauriër in beginsel eenvoudig op de rug kunnen leggen. Het is de vraag of dat toegang bood tot een "zachte buik". Bij Saichania zijn ook osteodermen aan de onderkant van de borst aangetroffen en er zijn zeer jonge dieren gevonden, van Liaoningosaurus, die grote gepaarde hoornplaten hadden die de hele buik bedekten. Een studie uit 2018 concludeerde dat 70% van de ankylosaurische skeletten uit Alberta ondersteboven gevonden is. Geen daarvan had echter bijtsporen. Een computersimulatie liet zien dat gezwollen karkassen in water meestal omrolden, nodosauriden het snelst.

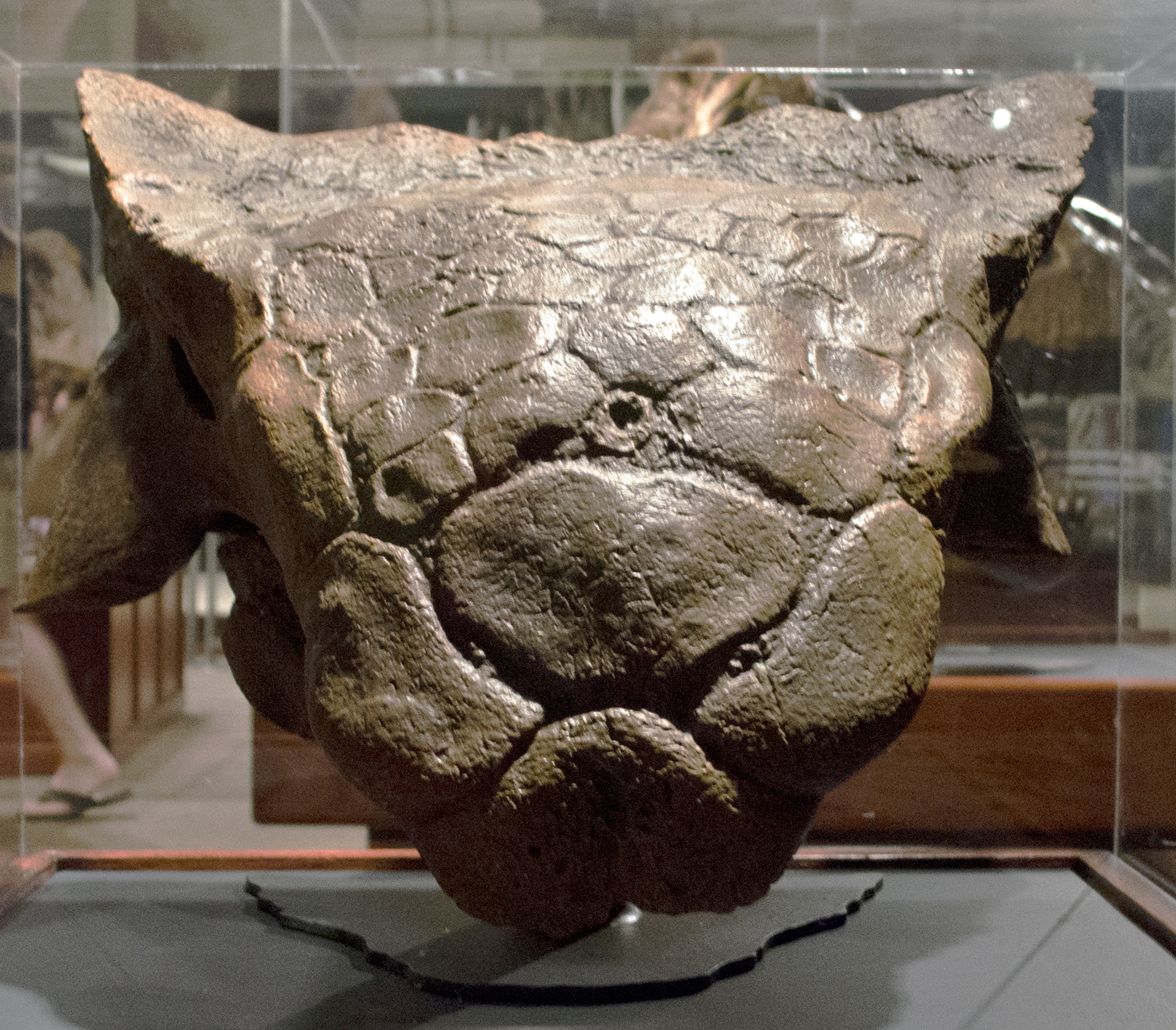
De kop van Ankylosaurus is een hecht geheel

Ook van het hoofd en de nek is vaak aangegeven dat het kwetsbare punten waren. Dat lijkt bevestigd te worden door hun speciale bescherming. Op de nek lagen meestal twee, soms drie, halsbergen die, anders dan bij een menselijke wapenrusting, juist de eigenlijke hals niet bedekten. Het waren halfrings met een gat aan de onderkant zodat het dier niet verstikt werd doordat een theropode er aan de bovenkant aan begon te sjorren. Typisch bestaan de halsbergen uit zes rechthoekige segmenten, drie per zijde, die met elkaar vergroeid zijn. Ieder segment heeft meestal in het midden een kiel. Op de beennaden tussen de segmenten ligt soms een extra beschermende osteoderm. Bij ankylosauriden zijn de segmenten aan de randen vergroeid met een diepere continue beenband die kennelijk geen huidverbening is maar een ossificering van bindweefsel. Dat verhinderde een catastrofaal in elkaar klappen van de buitenste halsberg bij een aanval. De halsbergen stonden de nek een goede bewegingsvrijheid toe, zij het ten koste van hiaten tussen de ringen en tussen de laatste ring en het romppantser. Die gapingen werden ten dele gedekt door kleine ronde beenschubben en vaak ook doordat de kielen van de segmenten over de achterrand van de halsberg uitstaken. Het gat tussen de eerste halsberg en de kop werd verdedigd door de hoorns op de achterhoeken van het schedeldak, de squamosa, en op de wang, i.c. het quadratojugale.

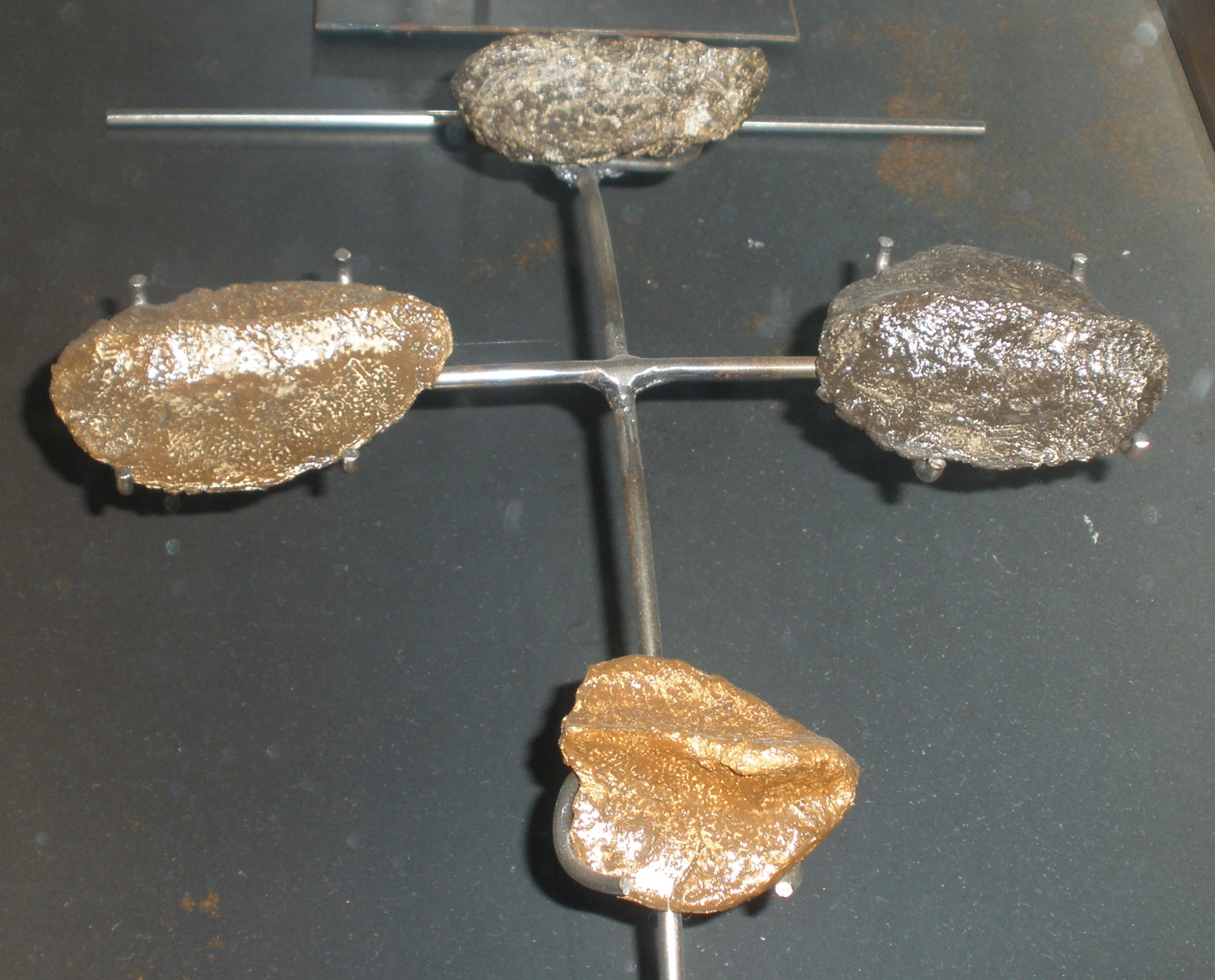
Ovale osteodermen, hier van Struthiosaurus, sloegen de tanden van theropoden weg

De kop zelf kon ook aangevallen worden en was het zwaarst bepantserd van het hele lichaam. De verdediging werd geholpen door het feit dat schedel en onderkaken op zich al stevige beenstructuren vormden. Bij ankylosauriërs werd dat nog versterkt door het dichtgroeien van de meeste schedelopeningen, het vergroeien van verschillende elementen en een in het algemeen gedrongen bouw, vooral bij ankylosauriden. Daarnaast waren bovenkant en zijkanten van de schedel en de zijkant van de onderkaak bedekt met vastgegroeide pantserplaatjes, caputegulae. De precieze oorsprong daarvan is betwist: de simpelste verklaring is dat het gaat om vastgegroeide osteodermen maar het zou ook om uitgroeisels van de eigenlijke schedelwand kunnen gaan of om verbeningen van het beenvlies. Vanwege hun bijzonder korte en afgeronde kop is wel aangenomen dat de staartknots bij ankylosauriden geëvolueerd zou zijn als afleiding: theropoden zouden dan per abuis de knots aanvallen in plaats van het hoofd. Ten onrechte is zelfs gesuggereerd dat de oorspronkelijke naam voor Euoplocephalus, Stereocephalus, in verwijzing hiernaar "dubbele kop" zou betekenen. In feite is de betekenis "stevig hoofd". Tegenwoordig is de hypothese van de knots als decoy niet meer gangbaar. Een ander fabeltje is vermoedelijk de suggestie van Coombs dat hij bij exemplaren van Euoplocephalus verbeende oogleden had aangetroffen. Die zouden de pantsering perfect maken door ook de ogen af te sluiten. Naar alle waarschijnlijkheid gaat het hier om een verschoven palpebrale, het wenkbrauwbot. Een echte dikke osteoderm op het ooglid, zou de oogbol bij opening naar beneden de oogkas in persen, wat weinig praktisch lijkt, temeer daar de oogkas aan de achterkant vaak intern werd afgesloten door een beenwal. Het oog werd in feite beschermd door een verdiepte ligging, met soms een ring van osteodermen rond de oogkas.
Bij het proberen begrijpen van de inrichting van het pantser moet ook in overweging worden genomen hoe theropoden eigenlijk een grote prooi doodden. Ze gingen daarmee geen worsteling aan maar poogden in snelle uithalen met hun lange kaken het slachtoffer ondiepe langwerpige wonden toe te brengen totdat hij het door bloedverlies en het doorsnijden van spieren en pezen begaf. De ovale osteodermen van de Thyreophora waren ideaal ingericht om dit tegen te gaan. Bij het scharen over de huid raakten de tanden van de theropoden de pantserplaten en sloegen dan tegen de verhoogde kiel daarvan die een verdikte bovenrand had. Ze kaatsten dan van het pantser weg of braken dan wel ontwortelden zelfs. De bijtkracht van theropoden was het grootst achter in de muil, bij het kaakgewricht, maar het zal niet eenvoudig geweest zijn een lichaamsdeel van een levende ankylosauriër in die positie te brengen. Gedurende het Krijt ontwikkelden zich theropoden met een grotere aanvalskracht. Utahraptor uit het Onder-Krijt was een reusachtige dromaeosauride met een grote sikkelklauw aan de voet. Zijn fossielen zijn samen gevonden met talrijke exemplaren van de ankylosauriër Cedarpelta. Het is verondersteld dat het succes van deze laatste soort verklaard kan worden uit de bescherming die de pantserplaten boden tegen de sikkelklauw maar het kan ook zijn dat de klauw Utahraptor ook in staat stelde tussen de osteodermen van de voorste romp door de interne organen dodelijk te doorsteken. In het Opper-Krijt zijn veel gigantische Tyrannosauridae gevonden. Zij hadden een veel krachtiger beet en hun tanden waren in staat het pantser direct te doorboren. Van Saichania is een exemplaar bekend met een bijtgat van een tand boven de oogkas, vermoedelijk van Tarbosaurus. De wond was echter geheeld, zodat het pantser ook tegen tyrannosauriden nog een relatieve bescherming bood.
Naast verdediging en aanval tegenover andere soorten zijn ook andere functies van het pantser gesuggereerd. Die omvatten dominantiegevechten, temperatuurregeling, soortherkenning en seksuele dimorfie. Soortherkenning en geslachtsonderscheid zijn plausibele verklaringen maar moeilijk concreet aantoonbaar. In de Gobiwoestijn zijn Saichania, Tarchia en Zaraapelta in dezelfde formatie aangetroffen. Wellicht dat de subtiele verschillen in hun koppantser hielpen de soorten uit elkaar te houden — iets waar moderne paleontologen in het verleden grote moeite mee hebben gehad. Duidelijke verschillen tussen de seksen zijn van geen enkele ankylosauriër bekend. Pantser, stekels en knotsen zouden ook gebruikt kunnen zijn om het onderling uit te vechten. James Kirkland veronderstelde dat de mannetjes met de koppen tegen elkaar ramden. Specifieke verwondingen die daarop duiden zijn echter niet aangetoond. Krachtmetingen kunnen ook op minder agressieve wijze zijn uitgevoerd, bijvoorbeeld door tegen elkaar duwen of door intimidatie. Voor dat laatste kunnen dan weer stekels en knots gediend hebben. Lange schouderstekels waren volgens Carpenter intimiderend in vooraanzicht; ontbraken deze dan veronderstelde hij dat de dieren hun lange zijde lieten zien om indruk te maken. Mocht er dikke huid op het pantser gelegen hebben dan zou dat door een vergrote doorbloeding een dreigende rode kleur hebben kunnen gekregen. Bij Borealopelta zijn echter hoornlagen op de osteodermen aangetroffen.

### Intelligentie
De intelligentie van ankylosauriërs kan worden afgeleid uit hun hersenstructuur waarvoor weer de hersenpan aanwijzingen biedt. Meestal wordt gesteld dat ankylosauriërs een uitgesproken klein brein hadden. Dit is gebaseerd op een onderzoek van Robert L. Holmes uit 1978 waarin deze bij een euoplocephalusschedel de herseninhoud vaststelde en het encefalisatiequotiënt bepaalde op 0,52, minder dan bij bijna alle dinosauriërs behalve de Sauropoda. Een lage intelligentie sluit aan bij de weinig actieve levenswijze die de dieren vaak toegedicht wordt. Veel verdere gegevens zijn er niet. Enkele latere studies hebben met een CAT-scan de vorm van het brein onderzocht bij Panoplosaurus en Pinacosaurus zonder de encefalisatiegraad te bepalen. Daarbij bleek dat de hersenen ongeveer eenzelfde deel van de schedel innamen als bij andere Ornithischia. Dat ze klein waren lijkt dus samen te hangen met het feit dat de hele schedel klein was. Bij de nog extra verkorte schedel van de ankylosauriden zijn de hersenen ter compensatie overdwars verdikt. Het EQ is daarbij niet alleen van de hersengrootte afhankelijk maar ook van het lichaamsgewicht. Dat werd bij ankylosauriërs opgedreven door de extreme verbreding van de romp. Het is de vraag of het encefalisatiequotiënt dan nog wel een goede indicatie is voor de relatieve intelligentie: een dier dat in het evolutieproces zijn torso verbreedt, zal daar niet dommer van worden. Een ankylosauriër van vijf meter lengte had een herseninhoud van ongeveer 70 cm³ als we aannemen dat de hersenen 70% van de hersenpan vulden. Deze absolute grootte is op zich voldoende voor complex bewegingsgedrag. De reuklobben zijn niet speciaal vergroot wat wel als een weerlegging gezien is van de hypothese dat de ingewikkelde luchtwegen dienden om het reukepitheel te vergroten.

### Sociaal gedrag

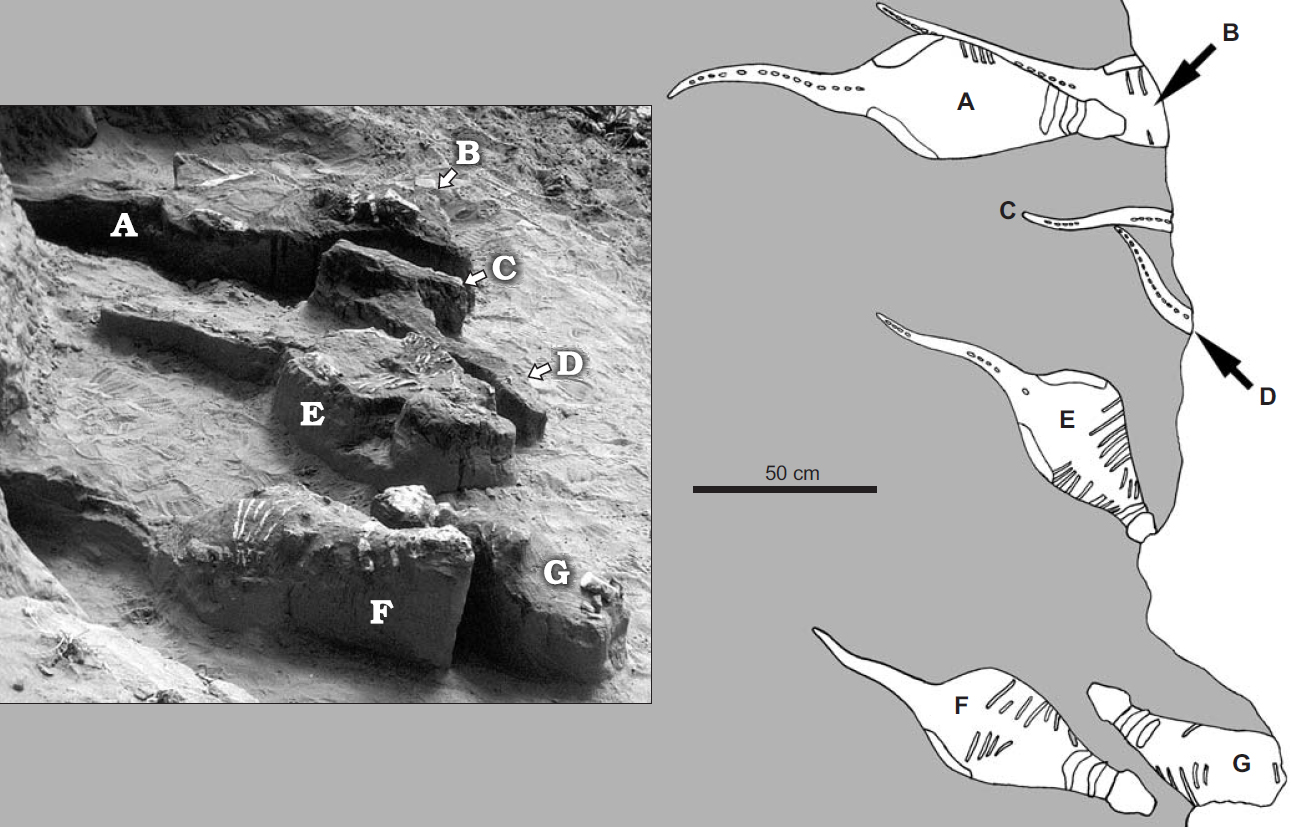
Een kudde jonge pinacosauri

Traditioneel werden ankylosauriërs gezien als solitaire dieren. Dat is weer een toepassing van het "schildpadmodel". Dieren in een kudde eten hun omgeving snel kaal en moeten dan verder trekken. Als traag bewegende vormen zouden ankylosauriërs daar niet toe in staat zijn geweest. Daarnaast zou hun lage intelligentie geen complex sociaal gedrag hebben toegelaten. Men nam dus aan dat iedere individuele ankylosauriër zijn eigen territorium had dat ook nog eens vrij groot moest zijn geweest wegens de lage voedingswaarde van het typische voedsel. Jongen zouden weinig broedzorg hebben gekregen en na het uitkomen zich over het landschap hebben verdeeld op zoek naar een eigen plaatsje.
De feitelijke vondsten zijn echter niet met dit model in overeenstemming. Van Pinacosaurus zijn grote groepen jonge dieren gevonden die tegelijkertijd gedood werden door een zandstorm en in dezelfde richting liggend naast elkaar zijn begraven. Dit is gezien als een sterke aanwijzing dat in kudden geleefd werd of althans tot het bereiken van de volwassenheid in jeugdgroepen. Ook van Cedarpelta zijn grote concentraties fossielen opgegraven. Ankylosauriërs waren naar moderne inzichten in ieder geval in staat door te blijven wandelen en zouden dan in weinige uren weer verse voedselplaatsen hebben kunnen vinden.
In 2020 concludeerde een studie dat de kudden vrij klein waren. Zes beenderbedden zouden ieder een aparte oorzaak van de concentratie van botten gehad hebben, wat zou duiden op een veel complexere variatie van sociaal gedrag binnen de groep als geheel dan eerder vermoed werd.